# Монашев, Леонид Гаврилович
Леонид Гаврилович Монашев (26 апреля 1914, Пирогово, Ивановская область — 19 апреля 1995, Москва) — советский хозяйственный, государственный и политический деятель.

## Биография
Родился в 1914 году в селе Пирогово. Член ВКП(б) с 1939 года.
С 1933 года — на хозяйственной, общественной и политической работе. В 1933—1974 гг. — агроном машинно-тракторной станции, районного земельного отдела, в РККА, заместитель директора машинно-тракторной станции, секретарь районного комитет ВКП(б) в Ставропольском крае, 1-й секретарь Спицевского районного комитет ВКП(б), инструктор Отдела ЦК КПСС, 2-й секретарь Курского областного комитета КПСС, 1-й секретарь Курского областного/сельского областного комитета КПСС, советник СМ СССР, член Союза художников СССР.
Избирался депутатом Верховного Совета СССР 6-го и 7-го созывов.
Умер в Москве в 1995 году. Похоронен на Кунцевском кладбище.